# دواء

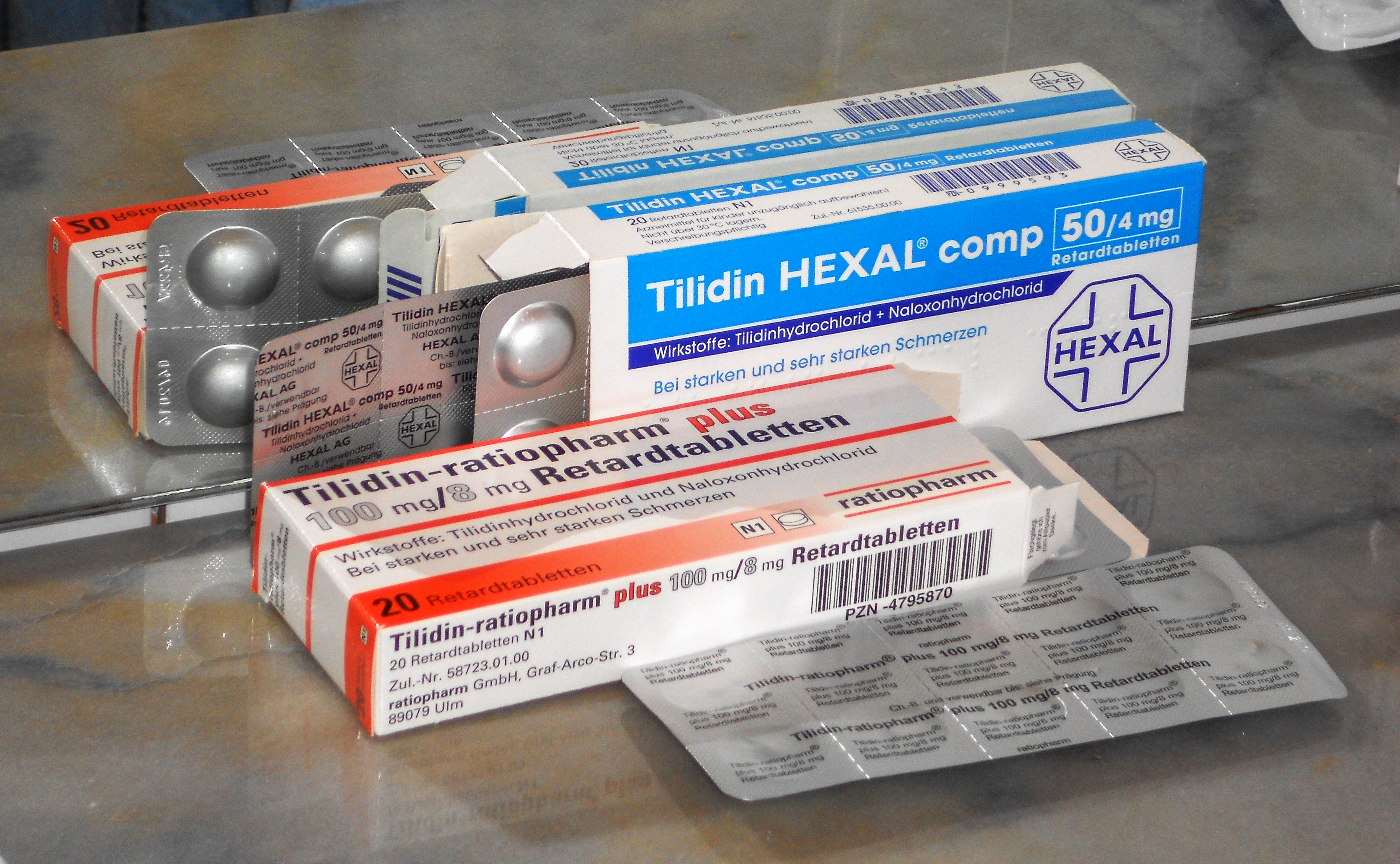
أقراص مغلفة ومعلبة

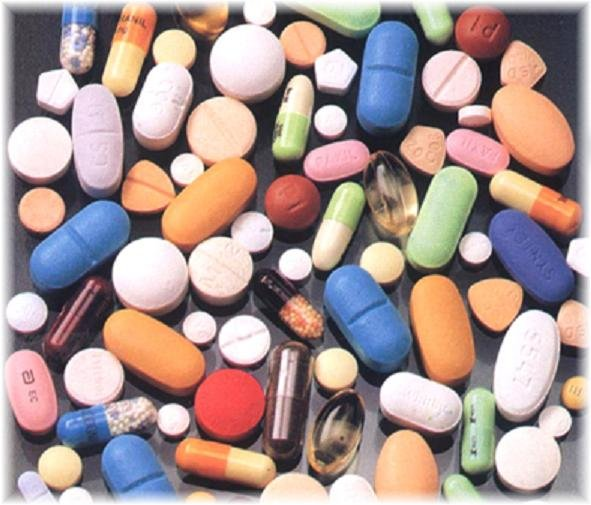
مضغوطات ومحفظات.

الدواء هو أية مادة تستعمل في تشخيص أو معالجة الأمراض التي تصيب الإنسان أو الحيوان، أو التي تفيد في تخفيف وطأتها أو الوقاية منها. يعمل الدواء غالباً على زيادة أو إنقاص وظيفة ما في الجسم، ولا ينشئ وظيفة جديدة. ورسمياً هو كل عقار مرخص الاستخدام قانونيا بعد التأكد من خلوه (نسبيا") من أي أضرار جسدية أو نفسية على الشخص المتعاطي له. فنستخدم معظم الأدوية بغرض الشفاء من بعض الأمراض، مثل استخدام المضادات الحيوية للشفاء من عدوى، ولعلاج بعض الحالات المرضية مثل علاج الاكتئاب بمضادات الاكتئاب، أو للتخفيف من الأعراض مثل استخدام المسكنات للتخفيف من حدة الألم. كما يستخدم الدواء في الوقاية من الأمراض مثل الأمصال كمصل الإنفلونزا.
تمتاز الأدوية بالتنوع الهائل في مفعولها وتأثيراتها على الجسم. فهنالك أدوية تزيد من تخثر الدم وأخرى تنقصه، كما توجد أدوية توسع بؤبؤ العين وأخرى تقلصه وأحياناً يكون الدواء مادة ضرورية للجسم تنقص من غذائه أو بسبب المرض، وبعضها يكون بكميات زهيدة كالسيلينيوم وفيتامين ب 12 إذ يحتاج الجسم إلى ميكروغرامات فقط
وقد حققت الأدوية نجاحات كبيرة ومنها التخلص من الجدري باستخدام لقاح الجدري.

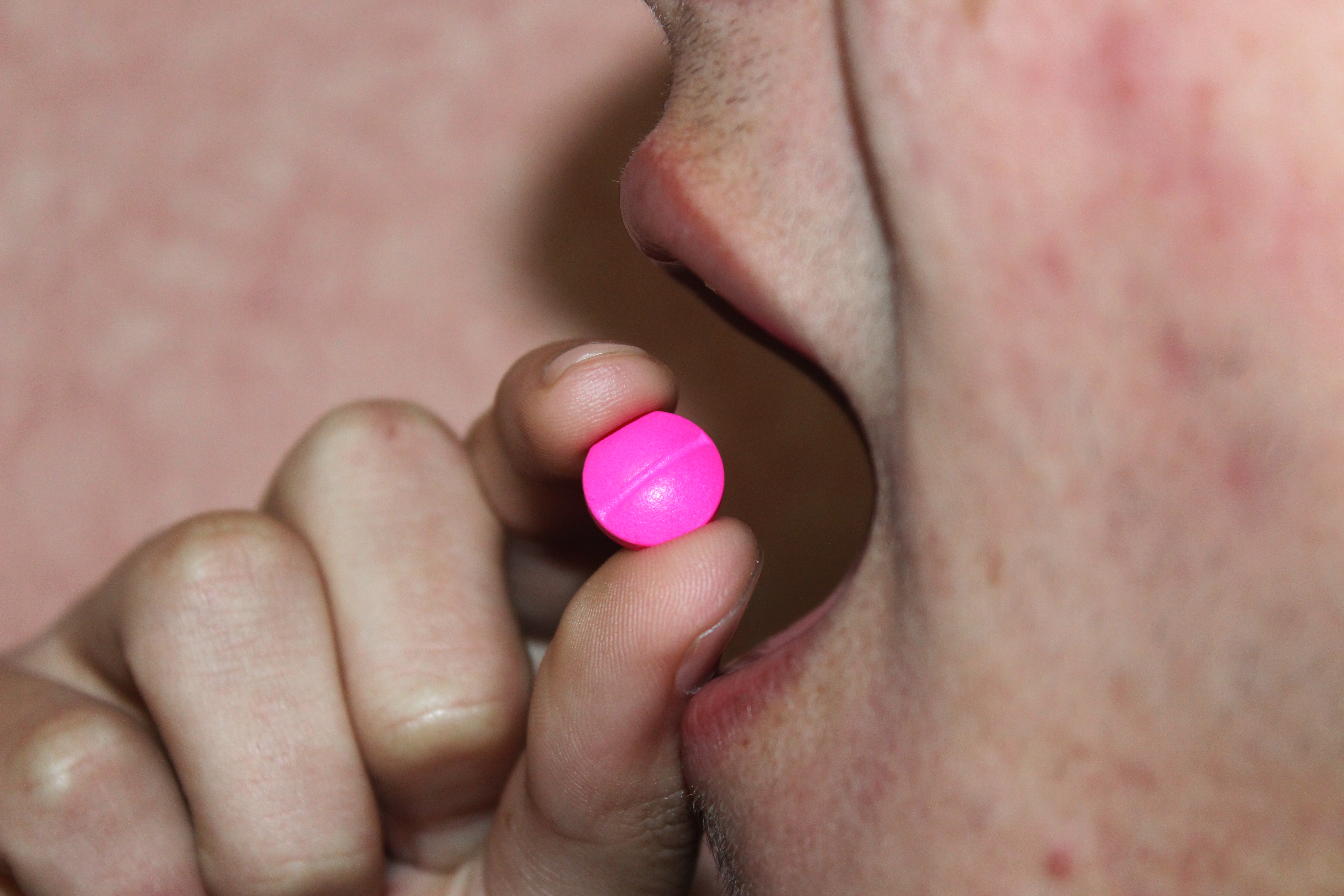
إعطاء فموي لقرص دواء

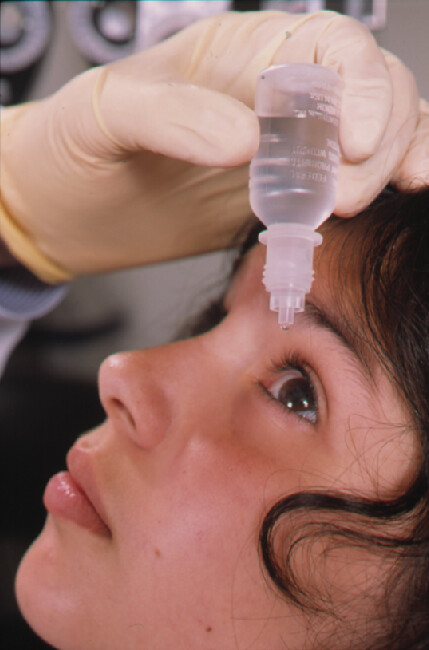
وضع قطرة (نقاط) العين داخل عين

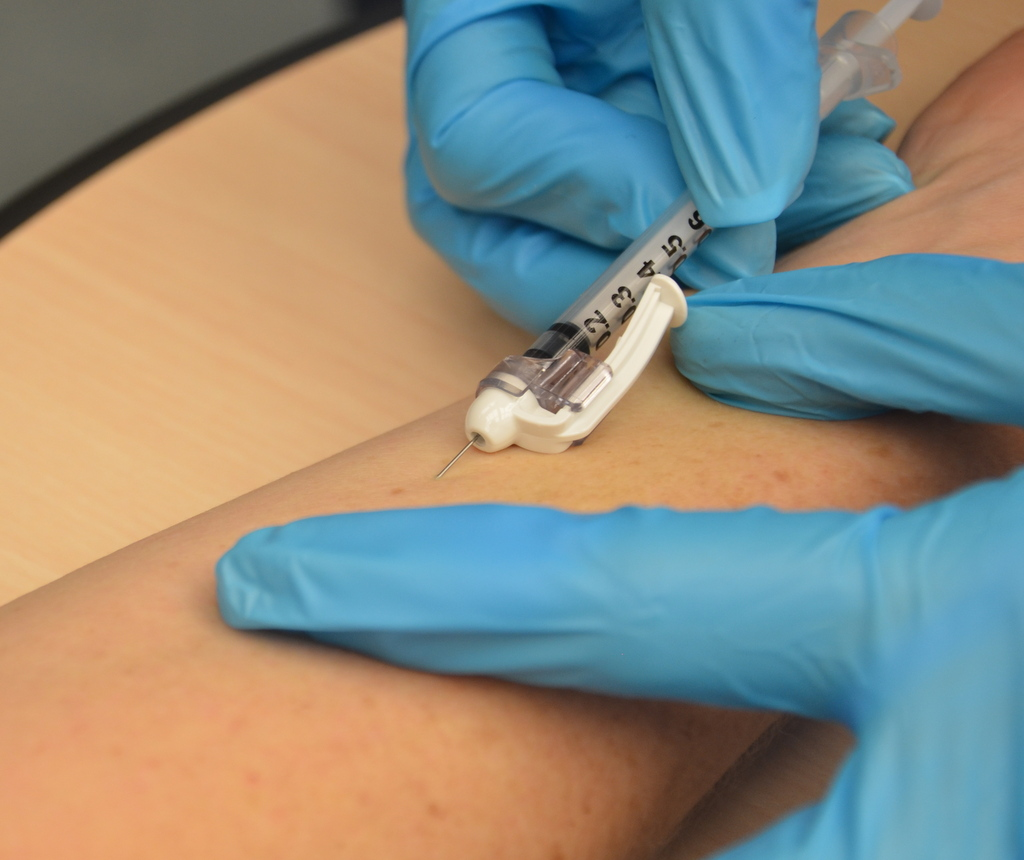
متخصص يقوك بحقن تحت الأدمة (تحت الجلد)

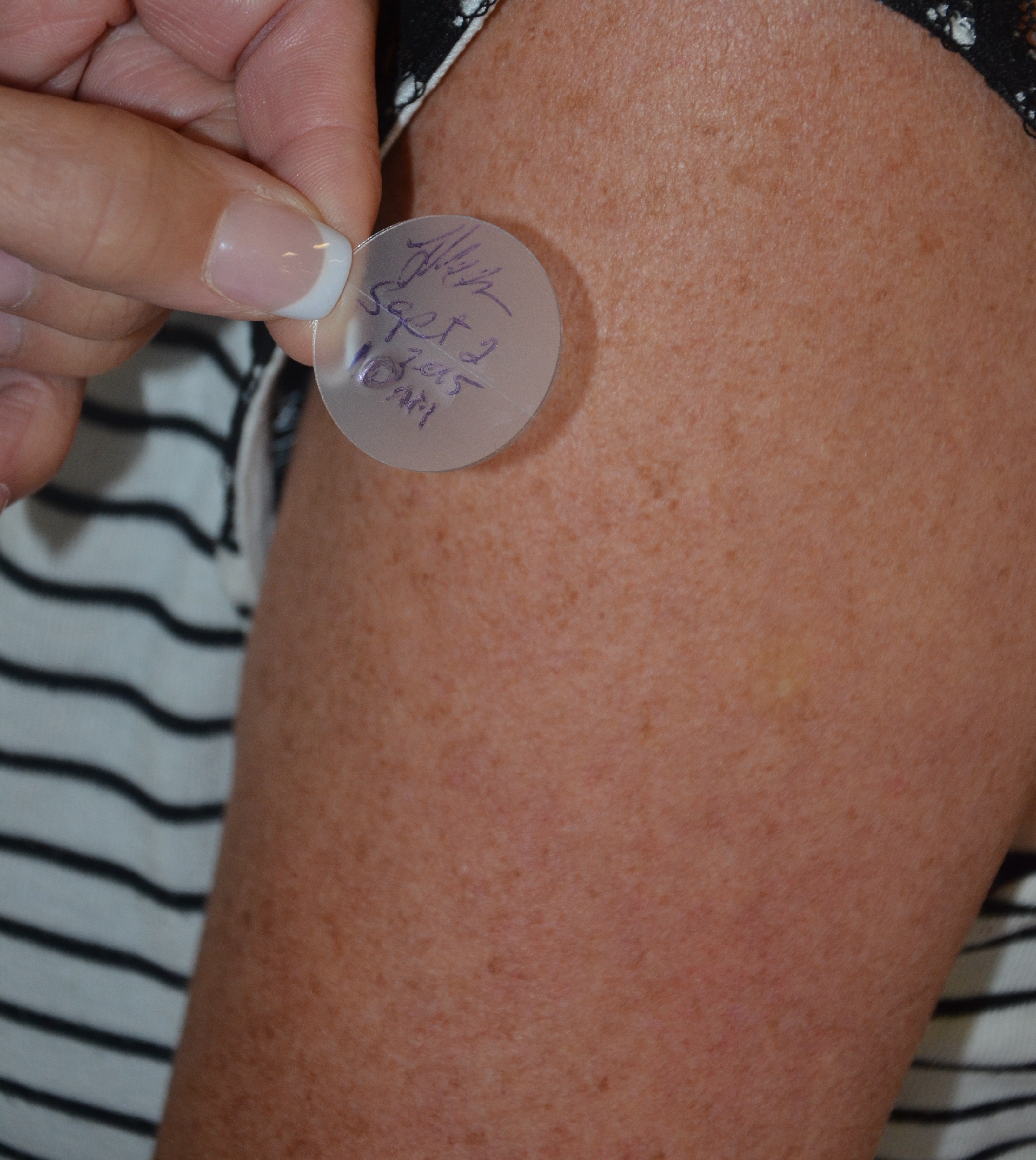
وضع لصاقة جلدية

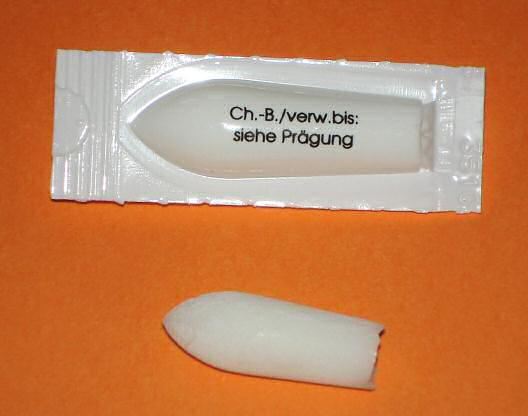
تحميلة (لبوس)

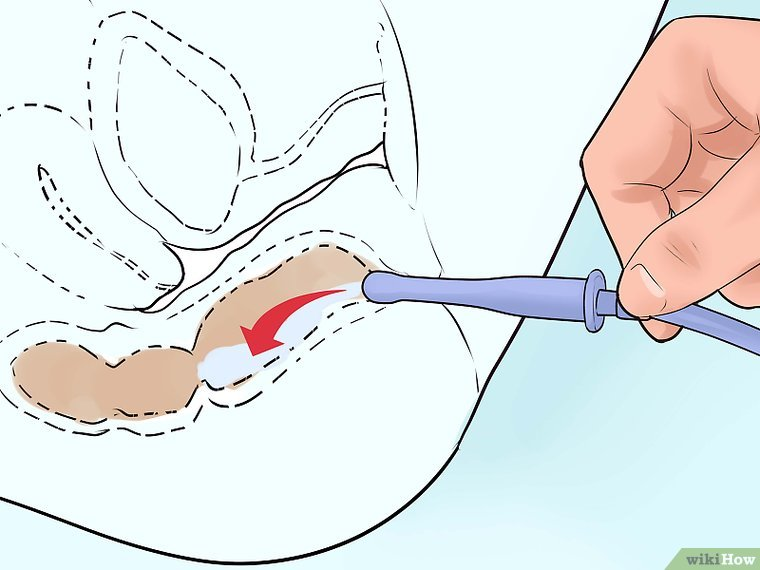
إدخال فوهة حقنة شرجية في المستقيم

## طرق إعطاء الدواء[5]
يدخل الدواء الجسم بطرق مختلفة، ولعل أكثر الطرق شيوعاً هي أخد الدواء عن طريق الفم، ولكن إذا كان الشخص غير قادر على أخد الدواء عن طريق الفم لأي سبب، فيوجد طرق أخرى لدخول الدواء الجسم.
- فموي (عن طريق الفم): يؤخذ الدواء عن طريق الفم في شكل حبوب أو كبسولات أو سوائل، سم يتم بلعه ويمر إلى الجهاز الهضمي. يتم تكسير الدواء في المعدة أو الأمعاء ويتم امتصاصه كما يُمتص الطعام. تمر معظم الأدوية على الكبد قبل أن تدخل مجرى الدم، وبمجرد دخولها مجرى الدم، تذهب إلى مكان عملها.
- قطرات العين
- قطرات الأذن
- عبر الأدمة: يُوضَعُ الدواء على الجلد عن طريق مرهم أو كريم أو لصاقة جلدية، فيمر الدواء عبر الجلد إلى الأوعية الدموية.
- عن طريق الاستنشاق: يتم استنشاق الدواء فيدخل إلى الرئة ليعمل عليها مباشرة.
- أدوية موضعية: يتم وضعها مباشرة على الجلد ولا تمر بكميات ملحوظة إلى مجرى الدم في العادة، حيث يكون تأثيرها موضعياً.
- حقن تحت الجلد: يتم حقن الدواء في النسيج الدهني تحت الجلد مباشرة، فيمر عبر النسيج الدهني إلى مجرى الدم.
- إعطاء معوي[6]: ويتم عن طريق أنابيب مثل أنبوب G (أنبوب يسمح بالوصول المباشر إلى المعدة من خلال شق في الجانب العلوي الأيسر من البطن)، وأنبوب J، فيدخل الدواء مباشرة إلى المعدة أو الأمعاء ثم يمر خلال الكبد ثم يصل إلى مجرى الدم.
- شرجي: يتم إعطاء الدواء من خلال فتحة الشرج (المستقيم) في صورة تحاميل (لبوس) أو حقن شرجية أو كريمات فيتم امتصاصها عن طريق الأوعية الدموية الموجودة في المستقيم.
- عن طريق المهبل: مكن أن تُعطى بعض الأدوية عبر المهبل للنساء في شكل محلول، أو قرص، أو تحميلة أو حلقة مهبلية. يجري امتصاص الدواء ببطء من خلال جدار المهبل.
- أنفي (عن طريق الأنف): يتم امتصاص الدواء عن طريق الغشاء المخاطي المبطن للأنف ثم يدخل إلى مجرى الدم.
- شدقي: ينتشر الدواء خلال النسيج المخاطي للفم و يدخل مباشرة إلى مجرى الدم.
- تحت اللسان

## تأثير الدواء[7][8]

### التأثير المرغوب
يُسمى أيضاً بالتأثير العلاجي، ويشير إلى الاستجابة إلى العلاج بشكل إيجابي وتحقيق النتائج المفيدة المرغوب فيها

### الآثار الجانبية
هي الأعراض التي تظهر بعد أخذ الجرعة العادية من الدواء.

### التفاعلات
قد يتفاعل الدواء مع أدوية أخرى وقد يتفاعل أيضاً مع الأطعمة.

### الاعتماد على العقاقير (إدمان الدواء)
يحدث نيتجة للاستخدام الأدوية بشكل سئ

### تأثير متناقض
في بعض الأحيان قد تعمل الأدوية بشكل عكسي

## مراقبة الدواء
تحتاج بعض الأدوية المراقبة الدقيقة من خلال رصد مستواها في الدم وبعض تحاليل الدم الأخرى.

## أنواع الدواء حسب سرعة تأثيره

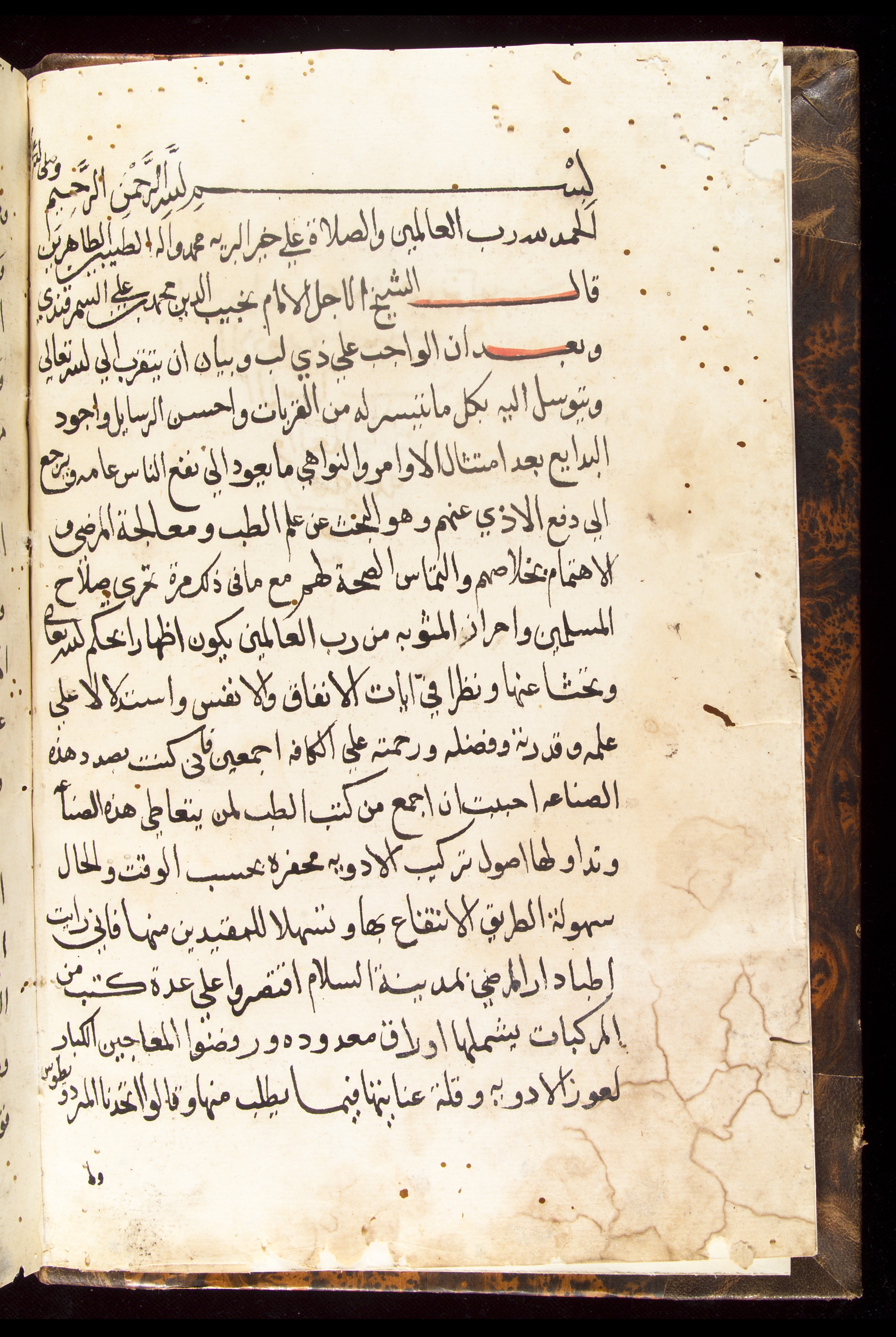
مخطوط من الطب العربي عن تركيب الأدوية

هنالك الأدوية السريعة التأثير، والأدوية مضبوطة التأثير (تعطي الدواء على مدة محددة وغالباً أطول من العادي)

## أصناف الأدوية حسب أجهزة الجسم
يمكن تقسيم الأدوية حسب أجهزة الجسم التي تؤثر فيها

## أدوية الجملة العصبية الذاتية
هي الأدوية المؤثرة في الأعصاب غير الإرادية ؛ الودية ونظيرة الودية.
- مقويات القدرة الكولنرجية
- مضادات القدرة الكولنرجية
- مقلدات الأدرنالين
- مضادات الأدرنالين
  - محصرات بيتا، ومنها العام كالبروبانولول ومنها النوعي (الانتقائي)
  - محصرات ألفا، ومنها العامة والمخصصة كدواء سيلودوسين فهو يحصر نمط معين من مستقبلات ألفا الأدرينية وفي منطقة الجهاز البولي التناسلي فقط.

## أدوية الجملة العصبية المركزية
هي الأدوية المؤثرة على الدماغ بأجزاءه وعلى النخاع الشوكي؛
- معالجات داء باركنسون
- المنومات ومزيلات القلق
- المنبهات
- المخدرات
- مضادات الاكتئاب
- المهدئات القوية
- المسكنات الأفيونية
- معالجات الصرع

## أدوية القلب والأوعية
- أدوية قصور القلب الاحتقاني
- مضادات اللانظميات القلبية
- معالجات الذبحة (الخناق الصدري)
- أدوية ارتفاع ضغط الدم
- أدوية الدم
- أدوية شحوم الدم

## أدوية الأجهزة الأخرى
* أدوية جهاز التنفس :
- أفرين ( نقط - بخاخ ) .
- ديكساميثازون ( شراب - أقراص - حقن) .
- كونجستال ( أقراص - شراب ) .
- سالبيوتامول ( أقراص - شراب ) .
- توسيلار ( أقراص ) .
- المدرات
- أدوية المعدة والأمعاء
- الهرمونات النخامية والدرقية
- الإنسولين وخافضات السكر الفموية
- الهرمونات الستيرؤيدية

## أدوية العلاج الكيماوي
- أدوية الجراثيم
- أدوية المتفطرات
- أدوية الفطور
- أدوية وحيدات الخلية
- أدوية الديدان
- أدوية مضادة للفيروسات
- أدوية السرطان

## الصادات وأدوية المرض الذاتي
- مضادات العدوى؛ أمينوغلوكوزيدات، سيفالوسبورينات، بنسلينات...
- أدوية المرض المناعي الذاتي

## امتصاص الدواء
الامتصاص (بالإنجليزية: Absorption)‏ : نقل الدواء من نقطة دخوله إلى الجسم إلى الدم.ويمكن تعريف الامتصاص على أنَّه العمليَّة التي تحدَّد أي المركبات التي تخترق واحد من الأغشية الخلوية أو أكثر وذلك لتتمكن من الدُّخول إلى الجسم.
ويكون الامتصاص سريعاً وتاماً في الأدوية المعطاة وريدياً، ويكون أبطأ وجزئياً في الطرق الأخرى؛ فالدواء الذي يؤخذ عن طريق الفم يحتاج إلى أن يتفكك ثم ينحل ثم يمتص من الأمعاء ثم ينجو من تأثير المرور الأول على الكبد (الذي يعمل كشرطي كيميائي)، وكل مرحلة من هذه المراحل تؤثر على كمية الدواء وتؤخر من وصوله إلى الدم.
علاقة الطعام بامتصاص الدواء : تعدّ آلية الإفراغ المعدي آلية معقدة بشدة وتتأثر بالعديد من العوامل كوجود الطعام والمحتوى الطعامي والباهاء والوضعية. لا يتم امتصاص أغلب المواد الدوائية بالمعدة، لذلك يعتمد إيصالهم لمواقع الامتصاص على آلية الإفراغ المعدي. حيث تتخرب بعض الأدوية بسرعة في وسط المعدة الحامضي فلذلك تؤخذ قبل الطعام أو بعده بفترة نضمن خلو المعدة، وبعض الأدوية الأخرى تحتاج إلى وجود طعام ليسهل امتصاصها أو نضطر إلى ذلك لتجنب التأثير المخرش للدواء.
ويمكن تصنيف الأدوية من حيث درجة امتصاصها عبر نظام تصنيف الصيدلانيات البيولوجية

## أنواع الامتصاص
- امتصاص منفعل (بالإنجليزية: Passive)‏ والعامل المؤثر فيه هو تدرج التركيز بين طرفي الغشاء
- امتصاص فاعل (بالإنجليزية: Active)‏ ويحتاج إلى بروتينات خاصة في جدار الأمعاء

## العلوم التي تساعد في اكتشاف الدواء وصنعه
- علم الحرائك الدوائية
- الكيمياء بأنواعها
- الفيزياء
- علم الجراثيم
- علم النبات
- علم الحيوان
- علم الدمويات
- علم التشريح
- علم الفيزيولوجيا
- علم الإحصاء....وغيرها

## الدواء والشفاء
كانت الشعوب القديمة يختلط عليها ممارسة الطب بممارسة السحر والممارسات الدينية، ثم ترقت الإنسانية عبر مراحل وأهمها عندما فرض الإسلام الفرق الواضح بين ما هو سحر محرم وبين ممارسة الطب الذي هو علم طبيعي، فيقول النبي: «تداووا عباد الله فما أنزل الله من داء إلا وأنزل له دواء». وهذا دفع بعلم الطب إلى آفاق لم يبلغها في أي حضارة سابقة، ونجد أن كتب الأدوية التي كتبها المسلمون تذكر آلافاً من الأدوية المختلفة.
أما الجانب الديني فهو متمم وموازي وليس بديلاً عن التداوي؛ فشفاء البدن مذكور في النصوص؛
(قال الله: وَأَوْحَى رَبُّكَ إِلَى النَّحْلِ أَنِ اتَّخِذِي مِنَ الْجِبَالِ بُيُوتًا وَمِنَ الشَّجَرِ وَمِمَّا يَعْرِشُونَ ﴿68﴾ ثُمَّ كُلِي مِنْ كُلِّ الثَّمَرَاتِ فَاسْلُكِي سُبُلَ رَبِّكِ ذُلُلًا يَخْرُجُ مِنْ بُطُونِهَا شَرَابٌ مُخْتَلِفٌ أَلْوَانُهُ فِيهِ شِفَاءٌ لِلنَّاسِ إِنَّ فِي ذَلِكَ لَآَيَةً لِقَوْمٍ يَتَفَكَّرُونَ ﴿69﴾)
وشفاء القلب أيضاً أو النفس مذكور أيضاً ؛ ففي القرآن الكريم: (وَنُنَزِّلُ مِنَ الْقُرْآنِ مَا هُوَ شِفَاءٌ وَرَحْمَةٌ لِلْمُؤْمِنِينَ ولايزيد الظالمين إلا خسارا) الآية.
كما ينصح دينيا بالصدقة والدعاء والقرآن كأسباب للشفاء الجسدي باعتبار أن النفع والضر مرتبط بالمشيئة الإلهية.
ويرى البعض أن اعتقاد الناس له تاثير فعال في القدرة الشفائيه للدواء ذلك طبقا للاعتقاد الداخلى للفرد، ولهذا تقام الدراسات الدوائية بطريقة التعمية حيث يعطى الدواء الحقيقي والمقابل الفارغ بنفس الشكل واللون للمريض دون أن يعرف أيهما الدواء

## اقرأ أيضا
- أدوية الجهاز العصبي المركزي.
- مركز مراقبة أوبسالا
- علم الصيدلة الحيوية.
- نظام تصنيف الصيدلانيات البيولوجية
- قائمة شركات الأدوية
- طرق إعطاء الدواء

## مواقع خارجيَّة
- أكبر مصدر للمعلومات عن الأدوية ومنتجات الرعاية الصحية